# Geoffrey Warnock
Sir Geoffrey James Warnock (16 août 1923 – 8 octobre 1995) est un philosophe et vice-chancelier de l'université d'Oxford. Avant son titre de chevalier en 1986, il est généralement connu sous le nom G. J. Warnock.

## Biographie
Warnock est né à Chapel Allerton, dans la banlieue de Leeds, dans le Yorkshire de l'Ouest, unique enfant de James Warnock, médecin originaire d'Irlande du Nord et de son épouse Kathleen, née Hallet. Il fait ses études secondaires au Winchester College avec une bourse d'études, puis s'engage dans l'armée durant la Seconde Guerre mondiale. Il sert dans les Irish Guards de 1942 à 1945, notamment durant l'avancée en Allemagne et obtient le rang de capitaine, avant d'entrer au New College avec une bourse d'études classiques. Il obtient une bourse d'études au Magdalen College en 1949. Il est fellow en philosophie au Brasenose College (1950-1953), puis à Magdelen College (1953-1971). Il est principal du Hertford College de 1971 à 1988. 
Il est vice-chancelier de l'université d'Oxford de 1981 à 1985.
Warnock épouse en 1949 Mary Warnock, philosophe et fellow de St Hugh's College, à Oxford, et, plus tard baronne Warnock, en 1949. Ils ont deux fils et trois filles. Il prend sa retraite et s'installe à Marlborough, dans le Wiltshire, en 1988. Il meurt en 1995 à Axford, dans le Wiltshire.

## Œuvres
- Berkeley, Penguin Books, 1953.
- English Philosophy Since 1900, 1re édition, Oxford University Press, 1958; 2e édition, Oxford University Press, 1969.
- Contemporary Moral Philosophy (New studies in ethics), Palgrave Macmillan, 1967.  (ISBN 978-0333048979).
- The Object of Morality, Methuen, 1971.  (ISBN 0-416-13780-6).
- J. L. Austin (The Arguments of the Philosophers), Routledge, 1989.